# Округ Линколн (Луизијана)
Линколн (енгл. Lincoln Parish) је округ у америчкој савезној држави Луизијана.

## Демографија
По попису из 2010. године број становника је 46.735, што је 4.226 (9,9%) становника више него 2000. године.
| Група             | 2000.          | 2010.          |
| Белци             | 24.206 (56,9%) | 25.313 (54,2%) |
| Афроамериканци    | 16.934 (39,8%) | 18.925 (40,5%) |
| Азијати           | 543 (1,3%)     | 790 (1,7%)     |
| Хиспаноамериканци | 492 (1,2%)     | 1.189 (2,5%)   |
| Укупно            | 42.509         | 46.735         |